# Mario Alicata
Mario Alicata (Reggio Calabria, 8 maggio 1918 – Roma, 6 dicembre 1966) è stato un partigiano, critico letterario e politico italiano.

## Biografia
Figlio dei siciliani Antonino Alicata e Luigina Fazio-Allmayer, nacque a Reggio Calabria, dove il padre esercitava le funzioni di ingegnere capo del Genio civile, per la ricostruzione post-terremoto. Dal 1925 studiò a Palermo fino al ginnasio e poi, dal 1933, nel Liceo classico Torquato Tasso di Roma, dove la famiglia si era trasferita essendo stato il padre nominato ispettore del ministero dei Lavori Pubblici. Con Bruno Zevi, Paolo Alatri, Carlo Cassola e altri compagni di scuola, fondò il "Circolo giovanile di cultura moderna". Nel 1936 s'iscrisse alla Facoltà di lettere dell'Università di Roma, facendo parte del Gruppo Universitario Fascista e partecipando ai Littoriali della cultura e dell'arte del 1937 a Napoli e del 1938 a Palermo, dove si classificò all'ottavo posto.
In questi anni Alicata entrò in contatto con molti giovani studenti antifascisti, come Pietro Ingrao, Carlo Salinari, Mario Socrate, Carlo Muscetta, Aldo Natoli, Lucio Lombardo Radice, Paolo Alatri e Paolo Bufalini, collaborando con il quotidiano romano Il Piccolo, con la rivista Primato di Bottai, con i settimanali letterari Meridiano di Roma e La Ruota, e iscrivendosi nel 1940 al Partito comunista clandestino, anno nel quale si laureò con la tesi Vincenzo Gravina e l'estetica del primo Settecento, discussa con Natalino Sapegno, del quale divenne assistente.
Nel 1941 divenne redattore della sede romana della casa editrice Einaudi con Giaime Pintor e Carlo Muscetta e sceneggiò per il cinema diversi racconti di Verga e, per Luchino Visconti, Il postino suona sempre due volte di James Cain, da cui fu tratto il film Ossessione, uscito nel 1943 tra lo scandalo delle autorità fasciste.
Prima del 1943, e quindi prima della realizzazione del film Ossessione, Luchino Visconti, con Gianni Puccini, Giuseppe De Santis e Mario Alicata, aveva tentato di varare un film tratto da un racconto di Verga imperniato sulla vicenda di un contadino che alla fine del secolo scorso diventa bandito L'amante di Gramigna. Ma purtroppo, a sceneggiatura ultimata, il Ministero della cultura popolare nella persona di Pavolini non gli diede il permesso di farlo, anzi Pavolini di suo pugno scrisse sulla copertina della sceneggiatura: "Basta con i banditi!".
Sposatosi con Giuliana Spaini nel dicembre 1941, nel dicembre 1942 fu arrestato e liberato alla caduta del fascismo, nell'agosto 1943. 

### Nella Resistenza
Partecipò alla Resistenza a Roma occupata dai tedeschi dirigendo con il democristiano Alberto Canaletti Gaudenti e il socialista Olindo Vernocchi il giornale unitario dei sindacati Il Lavoro italiano e fu tra i redattori de L'Unità clandestina, diretta da Celeste Negarville. Fu lui a scrivere il comunicato di rivendicazione dei GAP dell'attentato di via Rasella, pubblicato su l'Unità del 30 marzo 1944. 
Subito dopo la liberazione di Roma nel giugno 1944, fece parte della giunta del Comune di Roma. 
Dal 1945 al 1948 diresse il quotidiano napoletano La Voce e nel 1946, per alcuni mesi, L'Unità.

### Attività politica
Nel 1946 fu eletto consigliere comunale di Napoli per il Blocco Popolare, nel 1948 diresse con Giorgio Amendola il settimanale comunista La Voce del Mezzogiorno, fu eletto deputato alle elezioni del 18 aprile 1948 nella circoscrizione di Napoli-Caserta, fu nominato segretario regionale del Partito comunista in Calabria e divenne membro del Comitato centrale del PCI.
Nel 1950 fece parte della segreteria del Comitato nazionale per la rinascita del Mezzogiorno, che dispose un'inchiesta sulle condizioni delle popolazioni meridionali, pubblicata su La Voce del Mezzogiorno, e fu relatore di minoranza nella commissione parlamentare che discusse i risultati dell'inchiesta. Rieletto deputato nel 1953 e nel 1958 per la circoscrizione Catanzaro-Cosenza-Reggio Calabria, fu anche sindaco di Melissa dal 1953. 
Contro Elio Vittorini si disse convinto che l'arte debba aiutare «gli uomini in una lotta conseguente per la giustizia e la libertà», in una polemica proseguita da Togliatti sul tema del rapporto tra la politica e la cultura. Contro Carlo Levi e Rocco Scotellaro, Alicata sostenne anche che il riscatto dei contadini meridionali poteva ottenersi attraverso «l'alleanza e la direzione della classe operaia» per lottare contro «i nemici storici del Mezzogiorno: il blocco agrario-industriale, l'imperialismo italiano e straniero».
Dal 1954 al 1964 diresse con altri, tra i quali Giorgio Amendola, Francesco De Martino, Gerardo Chiaromonte, Giorgio Napolitano e Rosario Villari, la rivista Cronache meridionali.
Dal 1955 diresse la commissione culturale del PCI, fu membro della direzione del Partito dal 1956, e dal marzo del 1962 fu direttore de L'Unità. 
Nel febbraio 1963 firmò l'editoriale del primo numero della rivista teorica Critica marxista, anno nel quale fu rieletto ancora deputato, ma nella circoscrizione di Siena, Dal 1964 fu membro della segreteria nazionale del Partito comunista.
Nell'agosto del 1966 denunciò in Parlamento la devastazione compiuta ad Agrigento dalla speculazione edilizia, e nell'ultimo discorso tenuto alla Camera, dopo l'alluvione di Firenze, accusò le classi dirigenti di essere incapaci di tutelare il patrimonio artistico italiano. Morì improvvisamente a Roma il 6 dicembre 1966, a quarantotto anni. Venne sostituito alla Camera dal compagno di partito Ermanno Benocci.

## Opere
- La riforma della scuola, Roma, Editori Riuniti, 1956.
- La lezione di Agrigento, prefazione di Emanuele Macaluso, Roma, Editori Riuniti, 1966.
- La battaglia delle idee, prefazione di Luciano Gruppi, Roma, Editori riuniti, 1968.
- Scritti letterari, introduzione di Natalino Sapegno, Milano, Il saggiatore, 1968.
- Intellettuali e azione politica, a cura di Renzo Martinelli e Roberto Maini, Roma, Editori riuniti, 1976.
- Lettere e taccuini di Regina Coeli, prefazione di Giorgio Amendola ; introduzione di Albertina Vittoria, Torino, Einaudi, 1977.